# Silence sacré (film, 1924)
Pour l’article homonyme, voir Silence sacré.
Pour plus de détails, voir Fiche technique et Distribution.
Silence sacré (True as Steel) est un film américain réalisé par Rupert Hughes et sorti en 1924.

## Synopsis
Un home d'affaires marié a une aventure avec une collègue, mariée elle aussi.

## Fiche technique
- titre original : True as Steel
- Réalisation : Rupert Hughes
- Scénario : Rupert Hughes
- Production : Goldwyn Pictures
- Photographie : John J. Mescall
- Distributeur : Goldwyn Pictures
- Durée : 70 minutes (7 bobines)[1]
- Date de sortie : 
  - États-Unis : 20 avril 1924

## Distribution

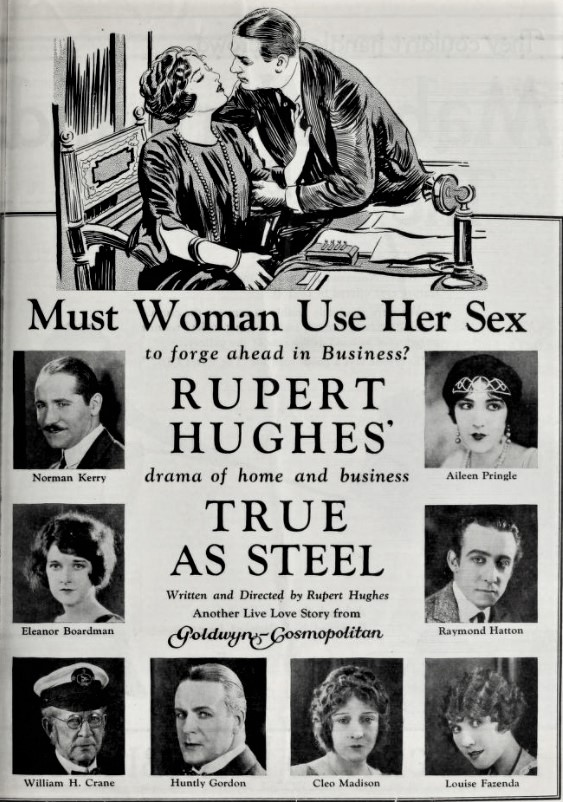
Annonce du film dans le magazine Film Daily.

- Aileen Pringle : Mrs. Eva Boutelle
- Huntley Gordon : Frank Parry
- Cleo Madison : Mrs. Parry
- Eleanor Boardman : Ethel Parry
- Norman Kerry : Harry Boutelle
- William Haines : Gilbert Morse
- Louise Fazenda : Miss Leeds
- Louis Payne : Jake Leighton
- William H. Crane : Commodore Fairfield
- Raymond Hatton : Great Grandfather
- Lucien Littlefield : Mr. Foote

## Statut du film
Une copie du film est préservée au musée du cinéma George Eastman à Rochester.